# Solen och Månen
Solen och Månen är en psalm vars text är skriven av Bierna Bientie och översatt till svenska av Valborg Mangs Märak år 2005. Musiken är skriven av Frode Fjellheim.

## Publicerad som
- Nr 806 i Psalmer i 2000-talet under rubriken "Verklighetsuppfattning, tillvaron som Guds skapelse".